# Alphas
Alphas ist eine US-amerikanische Science-Fiction-Fernsehserie, die von Zak Penn und Michael Karnow geschaffen wurde und ab dem 11. Juli 2011 auf dem US-Sender Syfy ausgestrahlt wurde. Die Serie folgt einer Gruppe Personen mit übernatürlichen Fähigkeiten, den „Alphas“, bei ihren Bemühungen, Verbrechen zu verhindern, die durch andere Alphas begangen werden. Am 16. Januar 2013 machte Syfy bekannt, dass die Serie nicht mit einer dritten Staffel fortgesetzt werde, so dass Alphas in einem unaufgelösten Cliffhanger endet.

## Handlung
Die Handlung der Serie dreht sich um fünf Personen, sogenannte „Alphas“, die aufgrund neurologischer Abweichungen besondere Fähigkeiten besitzen. Unter Führung des bekannten Neurologen und Psychiaters Dr. Lee Rosen helfen sie bei der Untersuchung von Kriminalfällen, in deren Zusammenhang andere Alphas verdächtigt werden. Rosen und sein Team operieren unter der Autorität des Defense Criminal Investigative Service, einer kriminologischen Abteilung des US-Verteidigungsministeriums. Während der Untersuchung dieser Verbrechen benötigt das Team nicht viel Zeit, um zu entdecken, dass eine als „Red Flag“ bekannte Gruppe, die seit langer Zeit für besiegt und ausgelöscht gehalten wurde, andere Alphas verwendet, um Verbrechen zu begehen.

## Figuren
Dr. Lee RosenRosen ist ein Neurologe und Psychiater und der Kopf der Mannschaft. Er ist ein gewöhnlicher Mensch und verfügt daher über keine Alphafähigkeiten. Er hat jedoch das Talent, Menschen zu überzeugen und ist eine Führungspersönlichkeit. Er hat eine erwachsene Tochter, die ein Alpha ist.
Gary BellBell ist eines der jüngsten Teammitglieder der Einheit und Autist. Er hat die Fähigkeit, elektromagnetische Felder wahrzunehmen und ist damit in der Lage, SMS-Nachrichten abzufangen, Mobiltelefone zu orten oder Bilder von Überwachungskameras anzuschauen. Er lebt bei seiner Mutter und freundet sich im Verlauf der ersten Staffel mit der Anführerin von „Red Flag“ an.
Cameron HicksHicks ist ein ehemaliger Marine-Scharfschütze und Baseballspieler. Er hat die Fähigkeit der absoluten Körperbeherrschung. Er ist ein treffsicherer Schütze, ist extrem schnell und ein großes Talent auf dem Gebiet des Freerunnings. Diese Fähigkeiten kommen dem Team bei Verfolgungsjagden oft zugute.
Rachel PirzadPirzard ist mit einem ausgeprägten Geruchs- und Gehörsinn ausgestattet. Damit ist sie in der Lage, Gerüche zu identifizieren, Abläufe zu rekonstruieren oder Personen aufzuspüren und wird deshalb oft mit der Spurensicherung betraut.
Nina TherouxTheroux hat die Fähigkeit, Menschen zu manipulieren und ist damit in der Lage, ihnen ihren Willen aufzuzwingen. Um dies zu bewerkstelligen, benötigt sie den Augenkontakt mit ihrem Gegenüber. Diese Fähigkeit hilft dem Team z. B. dabei, in gesicherte Räume zu kommen oder Erinnerungen eines Kurzzeitgedächtnisses zu „überschreiben“. Im Verlauf der Serie wird angedeutet, dass diese Art von Manipulation nicht bei allen Menschen funktioniert und erst recht nicht, wenn das Gegenüber eine Sonnenbrille trägt.
Bill HarkenHarken ist ein ehemaliger FBI-Agent und besitzt die Fähigkeit, seine physische Kraft bewusst zu steigern. Dies ermöglicht es ihm, schwere Gegenstände zu bewegen, zu werfen oder zu zertrümmern. Der Nachteil dieser Fähigkeit ist, dass auch seine Aggression steigt und er dadurch die Beherrschung verliert.

## Ausstrahlung

### Vereinigte Staaten
In den USA begann die Ausstrahlung der ersten Staffel am 11. Juli 2011 auf Syfy. Die zweite Staffel startete am 23. Juli 2012, ebenfalls auf Syfy.

### Deutschland
Im deutschen Pay-TV war die erste Staffel der Serie vom 14. Februar bis zum 21. März 2013 auf Syfy zu sehen. Staffel 2 lief vom 13. Februar bis zum 27. März 2014 auf Syfy.
Der Free-TV-Sender ProSieben Maxx zeigte beide Staffeln von Juli bis Oktober 2015 mit einwöchiger Unterbrechung direkt hintereinander.

## Trivia
In der 21. Folge der 6. Staffel von The Big Bang Theory steht die vorzeitige Absetzung der Serie im Mittelpunkt der Handlung. Protagonist Sheldon Cooper lässt der unaufgelöste Cliffhanger am Ende der 2. Staffel von Alphas keine Ruhe, sodass er sich schließlich zum Drehbuchautoren Bruce Miller durchstellen lässt, um zu erfahren, wie dieser aufgelöst worden wäre. Nach kurzem Zuhören beendet Sheldon das Telefonat mit den Worten, diese Idee sei ganz schlecht und die Serie sei zurecht abgesetzt worden. 